# László Imre (politikus)
László Imre (Hajdúböszörmény, 1946. november 13. –) magyar orvos, katonaorvos, sportvezető, politikus. 1995 és 2001 között a budapesti Honvédkórház, majd 2011-ig a Szent Imre Kórház főigazgatója. 1992 és 2002 között a Magyar Súlyemelő-szövetség elnöke. 2018–19-ben országgyűlési képviselő, 2019-től Budapest XI. kerületének polgármestere.

## Pályafutása
1966-ban kezdte meg egyetemi tanulmányait a Debreceni Orvostudományi Egyetemen, ahol 1972-ben szerzett általános orvosi diplomát. A verpeléti harckocsiezred vezetőorvosa lett. 1976-ban szerzett honvédorvosi képesítést, illetve a gyöngyösi hadosztálynál lett vezetőorvos, 1979-ben pedig a ceglédi hadtestnél töltötte be ugyanazt a pozíciót. Eközben 1981-ben társadalomorvostanból szerzett képesítést. 1983-ban a Honvédelmi Minisztérium Egészségügyi Szolgálatfőnökség kiemelt kiképző főorvosává nevezték ki, majd 1985-ben a szervezési osztály helyettes vezetője lett. Az osztály vezetését 1986-ban vette át. 1991-ben az átalakult Magyar Honvédség egészségügyi csoportfőnök-helyettesévé nevezték ki, majd 1995-ben a Központi Honvédkórház igazgatója lett, orvos ezredesi fokozatban. A kórházat hat éven át vezette, amikor távozott a Honvédségtől és a Szent Imre Kórház főigazgatója lett. 2011-ben távozott a kórház éléről és svájci hátterű egészségügyi cég orvosigazgatója lett. Itt 2014-ig tevékenykedett.
1994-ben katasztrófa-orvostanból szerzett képesítést, illetve 1996 és 1998 között elvégezte a Budapesti Közgazdaságtudományi Egyetem egészségügyi menedzser szakát. 2008-ban PhD-fokozatot szerzett a Newport Egyetemen, 2009-ben pedig egészségügyi biztosítási szakértői képesítést.
Egészségügyi pályája mellett a rendszerváltás után a magyar sportéletben is vezető szerepeket töltött be. 1989-ben lett a Magyar Olimpiai Bizottság, valamint a Magyar Súlyemelő-szövetség orvosbizottságának tagja. A MOB-ban 2004-ig tevékenykedett. 1992-ben megválasztották a Magyar Súlyemelő-szövetség elnökévé, amely pozícióban többször megerősítették, összesen tíz évig állt a szövetség élén, majd 2004-ig általános elnökhelyettesként dolgozott. 1999 és 2008 között az Európai Súlyemelő-szövetség egyik alelnöke, illetve 1993 és 2004 között a Nemzetközi Súlyemelő-szövetség orvosbizottságának tagja is volt. 2004-ben minden sportvezetői pozíciójáról lemondott.

### Politikai pályafutása
Politikai pályafutása 2015-ben kezdődött, amikor belépett a Demokratikus Koalícióba, és megbízták az egészségügyi kabinet vezetésével. 2017-ben megválasztották a párt elnökségébe is. A 2018-as országgyűlési választáson pártja egyéni jelöltje volt a Kaposvár központú Somogy megyei 1-es választókerületben, illetve szerepelt az országos listán is. Az egyéni körzetben 12,79%-os eredménnyel a harmadik helyen végzett. Miután több eredetileg megválasztott jelölt még az új Országgyűlés alakuló ülése előtt bejelentette, hogy nem veszi fel a mandátumát, a párt Lászlót jelölte az egyik megüresedett helyre, ezzel a legidősebb újonca lett a parlamentnek hetvenegy évesen. Az Országgyűlés népjóléti bizottságának lett tagja.
A 2019. április 6-án megkötött megállapodás értelmében az MSZP, az LMP, a Demokratikus Koalíció, a Párbeszéd Magyarországért és a Momentum Mozgalom polgármesterjelöltje a XI. kerületben, az őszi önkormányzati választásokon. A választást meg is nyerte október 13-án, a szavazatok 50,52%-val legyőzte a kerületet 2010 óta vezető Hoffmann Tamást.

## Díjai, elismerései
- Kemény Ferenc-díj (1986)
- Flór Ferenc-díj (1994)
- Esterházy Miksa-díj (2002)
- Pro Urbe Budapest (2005)
- A Magyar Köztársasági Érdemrend lovagkeresztje (2006)
- Nagy Imre-érdemrend (2008)